# Piccolo Puppenspiele
Die Piccolo Puppenspiele sind das Figurentheater des Puppenspielers Gerd J. Pohl. Das erklärte Ziel der Arbeit dieses Puppentheaters ist es, das Theater zu denjenigen Menschen zu bringen, die von sich aus nicht oder nicht mehr in eine Theatervorstellung gehen können. Neben Kindern im Kindergarten und Grundschulalter sollen speziell auch ältere und behinderte Menschen angesprochen werden. Seine Berufsausbildung als staatlich anerkannter Erzieher kommt Pohl dabei sehr zugute.

## Geschichte
1987 gründete Pohl, der seinen ersten öffentlichen Auftritt als Puppenspieler im Alter von zwölf Jahren im Rahmen einer Benefizveranstaltung für UNICEF in den Bonner Rheinauen, absolvierte, er die Piccolo Puppenspiele, die 1994 zu seinem Beruf wurden.
Die Piccolo Puppenspiele bedienen sich vor allem der Führungstechniken der Handpuppe, der Stabfigur und der Tischfigur. Marionetten finden nur äußerst selten Einsatz, da Gerd J. Pohl in erster Linie als Solospieler arbeitet.
Im Repertoire der Piccolo Puppenspiele finden sich klassische Kasperspiele, Inszenierungen nach bekannten Märchen der Brüder Grimm, neue, zuvor noch nicht erzählte Geschichten und – als Inszenierungen für Erwachsene – Faust – Geschichte einer Höllenfahrt und Der Weihnachtsabend.
Die Piccolo Puppenspiele zeigen ihre Inszenierungen in zahlreichen renommierten Puppenspielhäusern und Kleinkunsttheatern, wie dem Haus der Springmaus in Bonn, dem Remscheider Rotationstheater, dem Theater Spielberg in Würzburg oder dem Theater „Die Spindel“ in Mönchengladbach, aber auch in zahlreichen sozialpädagogischen Einrichtungen, in Grundschulen und Gymnasien (mit „Faust“) sowie auf mehreren nationalen Festivals (u. a. dem des städtischen Kulturamtes in Brühl). Eine Gastspielreise führte das Theater auf Einladung der Deutschen Schule nach Rom.
Ein besonderer Schwerpunkt der Arbeit dieses Puppentheaters sind Aufführungen vor geistig und mehrfach behinderten Kindern und Jugendlichen, sowie die Darbietungen klassischer Märchen-Inszenierungen für pflegebedürftige Senioren, worin sich die Piccolo Puppenspiele von den meisten anderen Bühnen unterscheiden.
Seit April 2007 haben die Piccolo Puppenspiele im Puppenpavillon Bensberg in Bergisch Gladbach eine feste Spielstätte.

### Lehrgänge
Ihr Fachwissen geben die Piccolo Puppenspiele in Workshops und Lehrgängen für Mitarbeiter im pflegerischen und sozialpädagogischen Arbeitsbereich weiter. Als Gastdozent unterrichtete Puppenspieler Pohl an den Fachschulen für Sozialpädagogik in Bonn und in Koblenz.

## Inszenierungen der Piccolo Puppenspiele seit 1987 (Auswahl)
Kinderstücke
- „Teufel auf Freiersfüßen“ (Handpuppenspiel)
- „Algenkönig“ (Handpuppenspiel)
- „Das verschwundene Mondlicht“ (Handpuppenspiel)
- „Hänsel und Gretel“ (Handpuppen- und Stabfigurenspiel)
- „Der Hirtenjunge Benjamin“ (Handpuppenspiel)
- „Das Kind, das vom Himmel fiel“ (Mischform Handpuppen- und Tischfigurenspiel)
- „Rumpelstilzchen“ (Tischfigurenspiel)
- „Rotkäppchen“ (Handpuppenspiel)
- "Der gestiefelte Kater" (Handpuppenspiel)
- "Die kluge Bauerntochter " (Handpuppenspiel)
- „Kasper und der Dieb auf roten Pfoten“ (Handpuppenspiel)
- „Eine Osterhexerei“ (Handpuppenspiel)
- „Das Geheimnis vom Weihnachtswald“ (Handpuppenspiel)
- "Weihnachten im Mäuseland" (Tischfigurenstück)
- „Die drei Wünsche“ (Handpuppenspiel)
- „Die geheimnisvolle Kristallkugel“ (Handpuppenspiel)
- "Großmutter hat Geburtstag" (Handpuppenspiel)
- "Die Prinzessin ist futsch" (Handpuppenspiel")
- "Nur Mut, mein kleiner Osterhase" (Tischfigurenspiel)
- "Das goldene Ei" (Handpuppenspiel)
- "Ist Gelb die schönste Farbe der Welt?" (Mischform)
- "Plum sucht einen Freund" (Tischfigurenstück)
- "Der verschwundene Zauberstein" (Handpuppenspiel)

Inszenierung für Jugendliche und Erwachsene
- „Faust - Geschichte einer Höllenfahrt“ (Hand- und Stabfigurenspiel; Regie: Bernhard Kremser)
- „Der Weihnachtsabend“ (nach Charles Dickens)

(Soweit nicht anders erwähnt: Buch, Spiel und Regie: Gerd J. Pohl)

## Weitere beteiligte Künstler
Figurengestaltung und Figurenbau
- Till de Kock (geschnitzte Handpuppenköpfe zu „Faust“)
- Karl-Heinz und Greta Rother (Restauration und Kostüme für Till de Kock)
- Petra Wolfram (modellierte Handpuppenköpfe zu den Kasperspielen)
- Monika Seibold (Kostüme für Petra Wolfram)
- Christian Schweiger (geschnitzte Handpuppenköpfe und Tischfiguren zu verschiedenen Kasper- und Märchenspielen)
- Elke Schmidt (Kostüme für Christian Schweiger und Textilfiguren)
- Arne Bustorff (Tischfiguren zu „Rumpelstilzchen“)
- Heide Hamann (Handpuppen zu „Der Hirtenjunge Benjamin“)
- Ottilie Kürschner und Irma Priese (Textilfiguren)
- Hellmuth Lange (geschnitzte Handpuppenköpfe aus dem Nachlass von Paul Hölzig/Bärenfelser Puppenspiele)
- Carl Schröder (Handstabpuppen)
- Friedel Kostors (Textilfiguren)
- Theo Eggink (geschnitzte Handpuppenköpfe)

Erzähler
- Charles Regnier (in „Hänsel und Gretel“)

Bühnenbilder
- Lars Henkel (sämtliche Kasperspiele)
- Bea Gernert („Hänsel und Gretel“ und „Eine Osterhexerei“)
- Bernhard Kremser („Faust“)
- Karina Derbolowsky („Der Hirtenjunge Benjamin“)

Musik
- Jan Schulz-Heising (für sämtliche Inszenierungen)

## Ausstellungen
- 1991–1999: Kleine Dauerausstellung mit Puppen und Bühnenbildern im Restaurant ZAP, Bonn
- 1996: Schaufensterausstellung mit etwa 80 Handpuppen bei der Buchhandlung Bouvier, Bonn
- 1998(?): Gemeinschaftsausstellung mit verschiedenen Puppentheatern aus dem Köln/Bonner Raum in der Galerie am Schloss, Brühl
- 2003: Fotoausstellung Und eine Saite spannen vom Herzen zum Verstand anlässlich des 20-jährigen Bühnenjubiläums von Gerd J. Pohl im BAGO, Bonn
- 2008: Einzelausstellung Mit zwei Händen und viel Herz mit Exponaten aus Pohls Sammlung im Rahmen der 12. Internationalen Figurentheatertage in Brühl (Rheinland)

## Sammlung
Die Piccolo Puppenspiele verfügen – hinausgehend über den eigenen Theaterfundus – über ein reichhaltiges Archiv. Aus den Beständen dieser Sammlung können Ausstellungen zum Thema Puppenspiel gestaltet bzw. angereichert werden; außerdem steht sie in Einzelfällen zu Zwecken der Puppenspiel-Forschung zur Verfügung.
In der Sammlung finden sich unter anderem:
- historische Theaterfiguren (u. a. aus dem Nachlass von Rudolf Fischer und Puppen von Theo Eggink, Till de Kock, Carl Schröder und anderen bekannten Puppengestaltern);
- Schriftdokumente und Fotos (u. a. aus dem Nachlass von Walter Büttner und Originaldokumente von Max Jacob, Friedrich Arndt, Paul Hölzig, Paul Brann, Oswald Hempel, Richard Teschner und Heinrich Maria Denneborg);
- ein umfassendes Hörspielarchiv (darunter die Reihen des Hohnsteiner Kaspers und die Kasper-Hörspiele von Gerd von Haßler);
- eine hauptsächlich aus antiquarischen Büchern bestehende Bibliothek zum Thema Puppenspiel.

## MC und CD
- Gerd J. Pohl (Erzähler) und Konstantin Gockel (Violine): „Es war einmal ... - Märchen der Gebrüder Grimm“, Hrsg.: Piccolo Puppenspiele 2003, vergriffen

## TV (Auswahl)
- KuK (WDR, 1995) mit Szenen aus „Faust“ und Live-Interview
- Was bin ich? (Kabel1, 2000), Spieldemonstration mit Tischfigur und Handpuppe